# Девятское
Девятское — деревня в Новомосковском административном округе Москвы (до 1 июля 2012 года в составе Подольского района Московской области). Входит в состав района Щербинка.

## Население
| 2002 | 2006 | 2010 |
| ---- | ---- | ---- |
| 217  | ↘167 | ↗301 |

Согласно Всероссийской переписи, в 2002 году в деревне проживало 217 человек (109 мужчин и 108 женщин).

## География
Деревня Девятское расположена на левом берегу Десны примерно в 4 км к северу от центра города Подольска. В 2 км к востоку от деревни расположена станция Силикатная Курского направления МЖД. Ближайшие сельские населённые пункты — деревня Алхимово и посёлок Знамя Октября. В состав деревни входит коттеджный посёлок Родники (не путать с одноимённым микрорайоном).

## Достопримечательности
Неподалёку от деревни Девятское находятся подземные известняковые каменоломни. 